# Reithrodontomys paradoxus
Reithrodontomys paradoxus är en däggdjursart som beskrevs av Jones och Hugh H. Genoways 1970. Reithrodontomys paradoxus ingår i släktet skördemöss, och familjen hamsterartade gnagare. IUCN kategoriserar arten globalt som otillräckligt studerad. Inga underarter finns listade i Catalogue of Life.
Arten är bara känd från två fynd i Nicaragua respektive Costa Rica. Den hittades i kulliga områden. Habitatet utgörs av lövfällande skogar.
En hanne och en hona hade en kroppslängd (med svans) av 173 respektive 167 mm och en svanslängd av 101 samt 96 mm. Bakfötterna var 18 mm långa och öronen 13 mm stora. Pälsen på ovansidan är ljusbrun och saknar en röd skugga medan undersidan är täckt av vit päls. Arten skiljer sig från andra släktmedlemmar genom avvikande detaljer av tändernas konstruktion.
Reithrodontomys paradoxus är ganska snarlik Reithrodontomys brevirostris och tidigare sammanfogades båda taxon.